# Социокультурная динамика
Социокультурная динамика — процесс циклического изменения и развития социальных и культурных систем, переход из одного состояния в другое под воздействием изменения господствующей системы ценностей. Концепция социокультурной динамики была введена в научный оборот российско-американским социологом Питиримом Сорокиным.

## Теоретические предпосылки. Концепция социокультурных систем Питирима Сорокина
До появления концепции Питирима Сорокина, реальность в социальных науках представлялась как нечто материальное, изучаемое посредством научно-исследовательского инструментария.

Сорокин называет такую картину реальности «слишком узкой и неадекватной». Согласно разработанной им концепции, чувственное восприятие мира, это только один из способов его познания. Реальность представляет собой, по определению Сорокина, «неопределенное многообразие». Это многообразие невозможно познать, пользуясь исключительно научными методами:
Наука предшествующих столетий явно и скрыто проявляла склонность редуцировать реальность или к материи, или к тому, что воспринимается нашими органами чувств. Такая наука или отрицала, или имела агностическое отношение к любой не-чувственной реальности. В настоящее время эта концепция реальности во многом уже отвергнута всеми науками как узкая и неадекватная. Она уже вытеснена более широкой и более адекватной концепцией абсолютной реальности…

### Аспекты и формы познания реальности
В соответствии с теорией Сорокина, реальность включает множество различных аспектов, среди которых наиболее важными для человека являются три: чувственный, рациональный и сверхчувственный (интуитивный). Эти аспекты взаимно дополняют, но не заменяют друг друга. Постижение каждого из них требует соответствующей формы познания:
…первая ошибка — это иллюзия того, что может быть только одна система истины, а все три системы — чувственная, рациональная и интуитивная — источники достоверного познания… каждая из них, используемая по назначению, дает нам знание того или иного важного аспекта объективной реальности, и ни одну из них нельзя считать целиком ложной…
В свою очередь, способы познания различных аспектов реальности существуют в рамках различных культурных форм. Так, для чувственного аспекта это научное знание, для рационального аспекта — философия, а для сверхрацинальной (интуитивной) — религия. Концепция Сорокина предполагает, что наиболее полное изучение реальности возможно только при оптимальном сочетании всех трех способов познания.

## Содержание концепции социокультурной динамики

### Ценности
Одним из основных понятий социокультурной концепции Питирима Сорокина является понятие ценности. Ценность — это фундамент любой культуры. Изменение системы ценностей ведет к изменению культурной и социальной систем, которые переходят в новое качество.

## Сверхсистемы и фазы развития культуры
Предложенная Сорокиным модель социокультурной динамики основана на принципе циклического развития культуры. В рамках этой модели, история цивилизации представляет собой смену культурных сверхсистем. Ученый выделяет три вида сверхсистем, каждый из которых соответствует определенной фазе развития любой культуры:
- Идеациональную
- Чувственную
- Идеалистическую

Каждая из перечисленных сверхсистем основывается на собственной системе ценностей:

### Идеациальная сверхсистема
Базовыми ценностями идеациальной суперсистемы является Бог и божественная сверхчувственная реальность, религия. Складывается государство теократического типа, где священнослужители образуют высшие слои общества. Государственное право и этические нормы основываются на религиозных предписаниях. 
…идеациональная культура является нетворческой в области науки и технологии, так как она сосредоточивает свою познавательную энергию на изучении Царства Божьего и реализации ценностей во время краткого земного путешествия человека к вечности…
Важной особенностью религиозных культур подобного рода является пренебрежение «земными ценностями». Бытовой комфорт не имеет значения, зато приветствуется аскеза, как исполнение долга перед Богом. Искусство идеациального общества полностью религиозно. Его темы — это Бог и сверхчувственное бытие, искупление грехов и спасение души. Со временем религиозная система ценностей начинает приходить в упадок и происходит переход к идеалистической сверхсистеме.

### Идеалистическая сверхсистема
Идеалистическая сверхсистема культуры, по Сорокину, является своеобразным синтезом идеациальной и чувственной сверхсистем. Основная ценность идеалистической культуры — истина. Поиск истины осуществляется путем сочетания сверхчувственного и чувственного способов познания. Религиозные по сути своей ценности воплощаются через рациональное знание. Устройство идеального общества на основе идеалистической культуры описывается в философских концепциях. К таковым Сорокин относит сочинения Платона, Аристотеля, Фомы Аквинского:
… идеалистическая система истины занимает промежуточное звено между чувственной и идеациональной системами и объединяет в своем тигле три отличительных элемента чувственной, религиозной и рационалистической истины. Системы Платона и Аристотеля, Альберта Великого и Фомы Аквинского — лучшие примеры попыток синтезировать в одном целом божественную, чувственную и диалектическую истину…

### Чувственная сверхсистема
Чувственная сверхсистема базируется на восприятии реальности посредством чувств и ощущений. Религия на этой фазе теряет свое прежнее значение. Познание мира происходит посредством интеллекта и рациональности. Основной ценностью становится человек. Большое значение в рамках чувственной сверхсистемы приобретает бытовой комфорт. 
Хотя чувственное общество вполне успешно производит множество технологических открытий, имеющих целью увеличение телесного комфорта чувственной жизни, оно не достигает успеха в разработке эффективной техники для преображения душ и «производства» сверхчувственных ценностей Царства Божия….заботится главным образом о чувственных удовольствиях, ценностях благосостояния, здоровья, телесного комфорта и жажде власти и славы
Правовые и этические нормы общества на чувственной фазе развития, в отличие от идеациональных имеют сугубо светский характер. Они созданы людьми, поэтому могут пересматриваться и меняться, исходя из потребностей общества.
Чувственное право представляет собой совершенно иную картину… Его цель исключительно утилитарна: сохранение человеческой жизни, охрана собственности и имущества, мира и порядка, счастья и благополучия общества в целом и господствующей элиты, которая устанавливает и проводит в жизнь чувственный закон, в частности. Его нормы относительны, изменяемы и условны… В такой системе права не заложено ничего вечного и святого
Искусство чувственной фазы представляет собой полную противоположность искусству идеациальному. Его предметом становится обыватель, обычный человек в различных жизненных обстоятельствах. В центре внимания здесь взаимоотношения людей, сильные чувства, страсти и эмоции.

## Критика
Теории Сорокина вызвали полемику и вылились в том «Pitirim Sorokin in Review», изданный в 1963 году. Отличительной можно считать полемику Сорокина с учёным из Австралии О. Андерле, который отстаивал парадигму цивилизации как систему, в то время, как Сорокин не считал системность базовым качеством цивилизаций. Теории Сорокина являются масштабными и комплексными, возможно из-за этого А. Кребер упрекает Сорокина в абстракции. Идея религиозного переустройства человечества является, в частности, основой концепции Сорокина. По своим истокам и сути этот проект можно считать схожим с идеями классического богословия. В то время как именно богословие по большей части и определило взгляды автора. Сорокин видит религию не как институт или вероучение, а как главную систему, в то время как религия формулируется обществом в ходе исторического процесса. Так же ученого упрекают в том, что при рассмотрении истории различных стран и народов понятия «татарская» цивилизации или же «арабская» цивилизации употребляются автором в абстрактном, описательном смысле. Это относится и к другим странам и народам, которые имеют схожие характеристики. Идеи Сорокина со страниц «Социологии революции» подверглись активной критике и не принятию со стороны партии большевиков и самого В. И. Ленина. В частности, Сорокин указывал на иллюзорность идей, которые транслируются в периоды революций и считал, что они оказывают дезинтеграционное действие на общество, пробуждают в нем вражду, злобу, разрушение. А в 1922 году Сорокин был выслан поездом из России.